# Carlo Boszhard

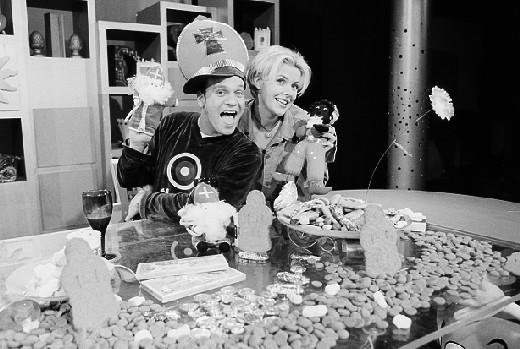
Carlo Boszhard en Irene Moors in Telekids

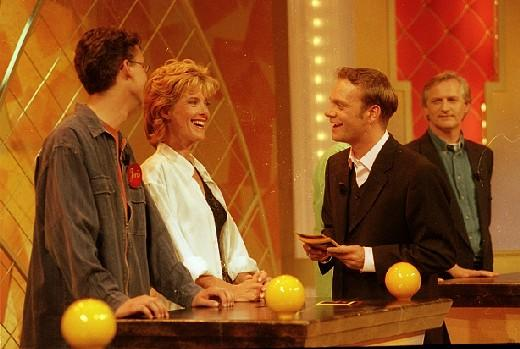
Carlo Boszhard in de Goede tijden, slechte tijden-quiz

Carlo Boszhard (Amsterdam, 26 juni 1969) is een Nederlands televisiepresentator, acteur, zanger, tekstschrijver en imitator.
Sinds 2018 is hij daarnaast eigenaar van het productiehuis Benny Vreden Kinderproducties, waarvoor hij meer dan tien eindmusicals schreef.

## Jeugd en opleiding
Carlo werd geboren als jongste zoon van het gezin Boszhard en is een broer van Ron Boszhard. Hij bracht zijn jeugd door in Amsterdam en had op de lagere school al een voorliefde voor toneel en show. Hij speelde vanaf zijn dertiende jaar in theater De Engelenbak in Amsterdam. Daar kreeg hij les van onder anderen Paul de Leeuw. Na de Land- en Tuinbouwschool kwam hij in de verzorging terecht, waar hij voor ouderen met dementie zorgde.  Toch wilde Boszhard nog steeds liever presentator worden. Daarom figureerde hij eind jaren 80 in televisieprogramma's als de Ep Oorklep Show (met André van Duin) en Verona (met Henk Spaan en Harry Vermeegen) en in de film Dutch treat van de Dolly Dots. In 1989 reageerde Boszhard op een advertentie van de AVRO en werd hij aangenomen als presentator van het televisieprogramma Pauze TV.

## Telekids
In 1991 maakte hij de overgang naar RTL 4. Daar werd hij na enige omzwervingen in 1993 aan het door Irene Moors gepresenteerde kinderprogramma Telekids toegevoegd. Dankzij hem veranderde de sfeer van het programma en nam de hoeveelheid tekenfilms af. Vooral Boszhard was het brein achter vele programma-onderdelen zoals Pittige tijden en de Mega blubber power race. Met de vaak typische presentatie van het duo zorgden ze ervoor dat het een van de best bekeken kindertelevisieprogramma's uit de Nederlandse geschiedenis werd. De cd's van Telekids leverden gouden platen op. In de Telekids-periode namen Boszhard en Moors een viertal kinderfilms op: Het Geheim van de Zonnesteen (1996), De Parel van de Woestijn (1997), De Vloek van Griebelstein (1998) en Het Monster van Toth (1999). Het programma stopte na tien jaar op 2 oktober 1999. Wel speelde Carlo datzelfde jaar nog één rol voor Telekids, namelijk in Het Feest van Sinterklaas..

## Ander werk
Boszhard is te horen in nagesynchroniseerde animatiefilms als Mulan, Ice Age, Shrek en Frozen. Ook sprak hij de stem van RedCat in voor het bedrijf Davilex. RedCat was een serie educatieve softwareprogramma's voor de jeugd.
Boszhard is de laatste jaren ook veel bezig met imitaties van bekende mensen of persiflages op Nederlandse en buitenlandse programma's. Hij is de drijvende kracht achter het RTL 4-programma De TV Kantine. Boszhard heeft het concept zelf bedacht en ontwikkeld. In dit satirische programma doet hij samen met Irene Moors allerlei bekende mensen na. Op 22 oktober 2010 won het programma de Gouden Televizier-Ring. In 2011-2012 werd het vierde seizoen uitgezonden.
Boszhard speelde ook in de Nederlandse versie van de Engelse comedyserie Come Fly With Me getiteld Zie ze vliegen. Hij en Irene Moors spelen in de comedy samen met Gordon en Chantal Janzen het luchtvaartpersoneel van de Luchtvaartmaatschappij GoedkoopAir, waar de foute eigenaar Omar Baba de leiding heeft en waar alles goedkoper dan goedkoop is. De serie werd uitgezonden op RTL 4.
In 2014 schreef Boszhard (samen met Mark Pütz) een eindmusical voor de basisschool (voor Benny Vreden Producties), getiteld De TV-kantine. In 2018 werd hij eigenaar van het productiehuis. Hij schreef hiervoor meer dan tien afscheidsmusicals, waaronder Het musical mysterie (2015), De tent op z'n kop (2018) en Alle remmen los (2023).
Carlo Boszhard is sinds het jaar 2000 als ambassadeur verbonden aan de Stichting Dierenhulp. Tijdens een van zijn uitzendingen van "Monte Carlo" kwam Carlo in contact met de initiatiefnemer van deze stichting. Carlo was onder de indruk van dit vrijwilligerswerk en steunt sindsdien de Nederlandse organisatie.

## Filmografie

### Televisieprogramma's

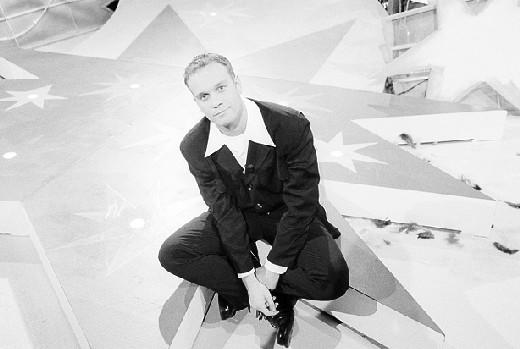
Carlo Boszhard in de serie Sterrengeheimen

| Jaar            | Titel                                 | Omroep/Zender | Opmerkingen                                                                |
| --------------- | ------------------------------------- | ------------- | -------------------------------------------------------------------------- |
| 1989-1991       | Pauze TV                              | AVRO          |                                                                            |
| 1991            | Alle kinderen van Bolivia             | AVRO          |                                                                            |
| 1991            | Bij wijze van spreken                 | AVRO          |                                                                            |
| 1991            | De Gek van de week show               | RTL 4         |                                                                            |
| 1991-1992       | Hitbingo                              | RTL 4         | samen met Irene Moors                                                      |
| 1992-1993       | RTL Club                              | RTL 4         | samen met Manon Thomas                                                     |
| 1993-1999       | Telekids                              | RTL 4         | samen met Irene Moors                                                      |
| 1996            | Love is on the Air                    | Veronica      | onderdeel van Call TV                                                      |
| 1996-1997       | Sterrengeheimen                       | RTL 4         |                                                                            |
| 1996-1997       | Liefde op het eerste gezicht          | RTL 4         |                                                                            |
| 1996-1998       | Mini Playbackshow                     | RTL 4         | vast jurylid                                                               |
| 1997-1998       | Goede Tijden, Slechte Tijden Quiz     | RTL 4         |                                                                            |
| 1998            | Edison Music Awards                   | RTL 4         | samen met Katja Schuurman                                                  |
| 1998-2000, 2002 | Monte Carlo                           | RTL 4         |                                                                            |
| 1999            | Het Feest van Sinterklaas             | RTL 4         | gastrol                                                                    |
| 2000-2009       | Life & Cooking                        | RTL 4         | samen met Irene Moors en Rudolph van Veen/Vincent van Essen/Robert Verweij |
| 2000            | Ja, ik wil... een miljonair!          | RTL 4         |                                                                            |
| 2001-2002       | Welkom op je bruiloft                 | RTL 4         |                                                                            |
| 2002            | McCarlo                               | RTL 4         |                                                                            |
| 2002-2004       | Cash & Carlo                          | RTL 4         |                                                                            |
| 2003            | De Carlo & Irene Show                 | RTL 4         | samen met Irene Moors                                                      |
| 2005            | Win 't & in 't                        | RTL 4         |                                                                            |
| 2005-2006       | Staatsloterij Live                    | RTL 4         | samen met Chantal Janzen                                                   |
| 2006            | Gelukkig, je bent er                  | RTL 4         |                                                                            |
| 2006-2007       | Staatsloterij €100.000 Show           | RTL 4         | samen met Chantal Janzen                                                   |
| 2007            | Jong Geleerd                          | RTL 4         | samen met Irene Moors                                                      |
| 2008-2009       | Ik wed dat ik het kan!                | RTL 4         | samen met Nicolette van Dam, eenmalig met Georgina Verbaan                 |
| 2008-2009       | Succes verzekerd                      | RTL 4         |                                                                            |
| 2009-2021       | De TV Kantine                         | RTL 4         | samen met Irene Moors                                                      |
| 2009            | 5 tegen 5                             | RTL 4         | eenmalig                                                                   |
| 2009            | Let's Dance                           | RTL 4         | samen met Irene Moors                                                      |
| 2009-2015       | Carlo & Irene: Life4You               | RTL 4         | samen met Irene Moors en Rudolph van Veen/Sandra Ysbrandy                  |
| 2009            | Rad van Fortuin                       | RTL 4         | samen met Leontine Borsato                                                 |
| 2010            | Lotto's onvergetelijke zaterdag       | RTL 4         |                                                                            |
| 2011            | Zie Ze Vliegen                        | RTL 4         | samen met Irene Moors, Gordon en Chantal Janzen                            |
| 2011            | Sunday Night Fever                    | RTL 4         | als coach, team samen met Julie Fryer                                      |
| 2012            | Nationaal Songfestival                | TROS          | jurylid                                                                    |
| 2012            | Your Face Sounds Familiar             | RTL 4         | jurylid                                                                    |
| 2013            | Comedy Kids                           | RTL 4         | jurylid                                                                    |
| 2014            | Typisch Carlo & Irene                 | RTL 4         | samen met Irene Moors                                                      |
| 2014            | GTST Quiz                             | RTL 4         | samen met Ruud Feltkamp                                                    |
| 2014            | Maestro                               | AVROTROS      | deelnemer, eindigde als tweede                                             |
| 2015-2016       | Superkids                             | RTL 4         | jurylid                                                                    |
| 2015-2017       | Carlo's TV Café                       | RTL 4         | met wekelijks wisselende co-host                                           |
| 2015            | Goede tijden, slechte tijden          | RTL 4         | gastrol, presentator van Oude liefde roest niet                            |
| 2017-2018       | Een goed stel hersens                 | RTL 4         | samen met Nicolette Kluijver                                               |
| 2019-heden      | The Masked Singer                     | RTL 4         | panellid                                                                   |
| 2020-heden      | Married at First Sight                | RTL 4         |                                                                            |
| 2020            | Beste Kijkers                         | RTL 4         | vervangend teamleider                                                      |
| 2020            | Married at First Sight: Second Chance | RTL 4         |                                                                            |
| 2020-2021       | Drag Race Holland                     | Videoland     | jurylid                                                                    |
| 2020-2023       | I Can See Your Voice                  | RTL 4         |                                                                            |
| 2020-2023       | Oh, wat een jaar!                     | RTL 4         | teamleider (2020-2022), deelnemer (2023)                                   |
| 2021            | De Casting Kantine                    | RTL 4         | jurylid                                                                    |
| 2021-heden      | Make Up Your Mind                     | RTL 4         |                                                                            |
| 2021-2022       | Oh, wat een Kerst!                    | RTL 4         | teamleider                                                                 |
| 2022            | Prince Charming                       | Videoland     | gespreksleider reünie-aflevering                                           |
| 2023-2025       | The Real Housewives of Amsterdam      | Videoland     | gespreksleider reünie-aflevering                                           |
| 2024            | Stars on Stage                        | RTL 4         | gastrecensent                                                              |
| 2025-heden      | The Floor                             | RTL 4         | presentator                                                                |
| 2025            | Play That Song Again                  | RTL 4         | Jurylid                                                                    |

### Film
- Pepernoten voor Sinterklaas, 1995 (met Irene Moors)
- Het Geheim van de Zonnesteen, 1996 (met Irene Moors)
- Carlo & Irene en De Parel van de Woestijn, 1997 (met Irene Moors)
- De Vloek van Griebelstein, 1998 (met Irene Moors)
- Het Monster van Toth, 1999 (met Irene Moors)
- Ernst, Bobbie en de geslepen Onix, 2007 (gastrol, met Irene Moors)
- Zombibi, 2012 (gastrol, als Jan de Hoop)
- Tony 10, 2012
- Sneeuwwitje en de zeven kleine mensen, 2015
- Waar is het grote boek van Sinterklaas?, 2019 (met Irene Moors)

### Stemacteur
Nederlandstalige nasynchronisatie
- Pico en het Geheim van de Gouden Tempel (1995) - Pico de Houtworm

- Balto (1995) - Sledehond
- De Roze panter: Paspoort naar Avontuur (1996) - De roze panter (cd-rom)
- De Snorkels (1996) - Snorkel Jojo
- Babe: Pig in the City (1998) - hond met karretje
- Ferngully: De Wonderlijke Redding (1998) - Batty Koda de vleermuis
- Mulan (1998) - Mushu
- RedCat (ca. 1999) - RedCat (meerdere cd-roms)
- Als Kat en Hond (2001) - Mr. Tinkles, de kat
- Spy Kids (2001) - Fegan Floop
- Gulliver's Reizen (2001) - inwoner Lilliput
- Ice Age (2002) - Sid, de luiaard
- Shrek 2 (2004) - Ezel
- Shrek: Far Far Away Idol (2004) - Ezel
- Mulan II (2004) - Mushu
- Ice Age: The Meltdown (2006) - Sid de luiaard
- Shrek the Third (2007) - Ezel
- Kerst met Shrek (2007) - Ezel
- Bolt (2008) - Rhino de Hamster
- Ice Age: Dawn of the Dinosaurs (2009) - Sid de luiaard
- Shrek Forever After (2010) - Ezel
- Ice Age: A Mammoth Christmas (2011) - Sid de luiaard
- Ice Age: Continental Drift (2012) - Sid de luiaard
- Frozen (2013) - Olaf de Sneeuwpop
- De Club van Sinterklaas & Het Pratende Paard (2014) - Paard Amerigo
- Frozen Fever (2015) - Olaf de sneeuwpop
- Sofia het prinsesje (2015-2018) - Olaf de sneeuwpop
- Finding Dory (2016) - Jacques
- Ice Age: Het Mysterie van de Eieren (2016) - Sid de luiaard
- Ice Age: Collision Course (2016) - Sid de luiaard
- LEGO Disney Frozen: Magie van het Noorderlicht (2016) - Olaf de sneeuwpop
- Verschrikkelijke Ikke 3 (2017) - Balthazar Bratt
- Olaf's Frozen Adventure (2017) - Olaf de sneeuwpop
- Dr. Seuss' The Grinch (2018) - De Grinch
- Frozen II (2019) - Olaf de sneeuwpop
- Frozen: Het verhaal van Olaf (2020)- Olaf de sneeuwpop
- Trolls World Tour (2020) - Hickory
- Frozen: Olaf Presents (2021) - Olaf de sneeuwpop
- The Ice Age Adventures of Buck Wild (2022) - Sid de luiaard
- Once Upon a Studio (2023) - Olaf de sneeuwpop

### Theater
| Jaar       | Titel                | Rol                 | Producent           |
| ---------- | -------------------- | ------------------- | ------------------- |
| 2001-2003  | Saturday Night Fever | DJ Monty            | Stage Entertainment |
| 2005-2007  | Beauty and the Beast | Lumière             | Stage Entertainment |
| 2008-2009  | Les Misérables       | Monsieur Thénardier | Stage Entertainment |
| 2024-heden | Moulin Rouge!        | Harold Zidler       | Stage Entertainment |

### Persiflageprogramma's
- Matige tijden als onderdeel van Pauze TV - persiflage op Goede tijden, slechte tijden
- Verschillende persiflages in Telekids
- Pittige tijden als onderdeel van Telekids - persiflage op Goede tijden, slechte tijden
- Onderdeel van het televisieprogramma McCarlo - persiflages op RTL Boulevard en overige programma's
- Hou van Holland als onderdeel van Life and Cooking - persiflage op het Nederlands Koninklijk Huis
- Onderdeel van de Carlo en Irene Show - verschillende persiflages
- Showtime als onderdeel in Life and Cooking - persiflages op Shownieuws, De Veerkampjes (als de Veerbootjes), Marianne van Wijnkoop en Mari van de Ven
- De Wereld slaat Door als onderdeel van Life and Cooking - persiflages op De Wereld Draait Door en overige
- De TV Kantine - Sitcom met diverse persiflages
- Zie ze vliegen, Comedy. Diverse persiflages, samen met Chantal Janzen, Gordon en Irene Moors

### Overige Optredens
- GTST Live!, 2014-2015, Presentatie (GTST Studio's Amsterdam)
- The Christmas Show, 2015 (Ziggo Dome)
- The Christmas Show, 2016, Rol: De Droommaker - (Ziggo Dome)[4]
- The Christmas Show: A Christmas Carol, 2017, Rol: Jakob van der Geest - (Ziggo Dome)
- The Christmas Show: Assepoester en het Kerstbal, 2018, Rol: De Verteller - (Ziggo Dome)
- The Christmas Show: Doornroosje en de Kerstprins, 2019, Rol: De Verteller - (Ziggo Dome)

## Discografie

### (Musical-)cd's en singles
- 1995 Telekids: Pittig CD'tje he!
- 1997 Pittige Tijden met Carlo en Irene
- 1997 Single: Pittige Tijden (2 nummers, waaronder een house- en karaokeversie)
- 1997 Single: Pittige Tijden: Soap, Soap, We willen Soap
- 1998 Single: Metamorfosa (Meta uit Pittige Tijden)
- 1997 Parel van de Woestijn
- 1999 Het beste uit 10 jaar Telekids
- 1999 Het Beste uit 10 jaar Telekids (met bonus-cd Monster van Toth)
- 2001 Single: Als jij maar bij me bent (Welkom op je Bruiloft-Leader)
- 2005 Beauty and the Beast (Cast-album)
- 2005 We wish you a Merry Christmas, Gezongen door musicalsterren. Nummer: Santa Claus is Coming to town. Samen met Chantal Janzen.
- 2006 Recht zo die Ging, Sinterklaas-cd. Nummer: Een Brief aan Sinterklaas. (diverse BN'ers zingen een lied)
- 2008 Les Misérables (cast-album)

## Prijzen
Voor het programma Telekids ontvingen Boszhard en Moors in 1997 de Kinder Margriet Prijs. In 2002 won hij de Zilveren Televizierster en een Rembrandt-Award in de categorie "Beste tv-man". Voor zijn rol in Beauty and the Beast kreeg Boszhard in 2006 een nominatie voor een John Kraaijkamp Musical Award. In 2010 won hij met het programma De TV Kantine een Beeld en Geluid Award in de categorie "Amusement" en de Gouden Televizier-Ring voor "beste programma van het afgelopen televisieseizoen". In 2010 werd Boszhard samen met zijn collega Irene Moors gelauwerd met de Society Award.